# Timoteo Pasini
Timoteo Pasini (Ferrara, Itàlia, 7 d'agost de 1829 – Buenos Aires, Argentina, 13 de juny de 1888) fou un compositor italià, director d'orquestra, i pianista. Tot i que actualment no s'interpreten les seves obres, les seves òperes Imelda de' Lambertazzi i Giovanna Grey van tenir un èxit considerable al seu temps. Les seves composicions a Buenos Aires van incloure una marxa funeral pel militar i polític Giuseppe Garibaldi.

## Vida i carrera
Pasini va néixer a Ferrara i va estudiar inicialment a la seva ciutat natal, amb el pare Francesco Zagagnoni (1767–1844), un exmonjo, i després a Roma amb Francesco Basili, passant més tard a Nàpols on va estudiar amb Saverio Mercadante. Va ser el director en cap del Teatre Comunale de Ferrara al llarg de molts anys, on també va donar classes de cant. El 1870 va ser anomenat el primer director del nou conservatori de la ciutat. Va deixar el càrrec el 1874, quan va marxar a Montevideo per dirigir òperes al Teatro Solis. Finalment va arribar a Buenos Aires, on va continuar les tasques d'ensenyament de música i va compondre fins a la seva mort, ocorreguda a l'edat de 59 anys.
Va compondre dues òperes que van constituir un èxit, encara que avui en dia no es representin mai: Imelda de' Lambertazzi (amb llibret de Camillo Boari), estrenada el 1850 al Teatre Bonacossi de Ferrara, i Giovanna Grey (amb llibret de Giovanni Pennacchi), estrenada el 1853 al Teatre Comunale de Ferrar. També va compondre dues Misses i moltes peces de música religiosa, marxes, cançons, fantasies i transcripcions per a piano. A l'Argentina va compondre una marxa funeral per Giuseppe Garibaldi, estrenada a Buenos Aires el 18 de juny de 1882.